# Merlakia Jones
Merlakia Jones, née le 21 juillet 1973 à Montgomery, dans l'Alabama, est une ancienne joueuse américaine de basket-ball. Elle évoluait au poste d'arrière.

## Distinctions personnelles
- Meilleur cinq de la WNBA (2001)